# Pyrrhocorax
Pyrrhocorax Tunstall, 1771 è un genere di uccelli passeriformi appartenente alla famiglia Corvidae.

## Etimologia
Il nome scientifico del genere, Pyrrhocorax, deriva dall'unione delle parole greche πυρρος (pyrrhos/purrhos, "rosso fuoco") e κοραξ (korax, "corvo"), col significato di "corvi rossi", in riferimento alla colorazione delle zone nude del gracchio corallino.

## Descrizione

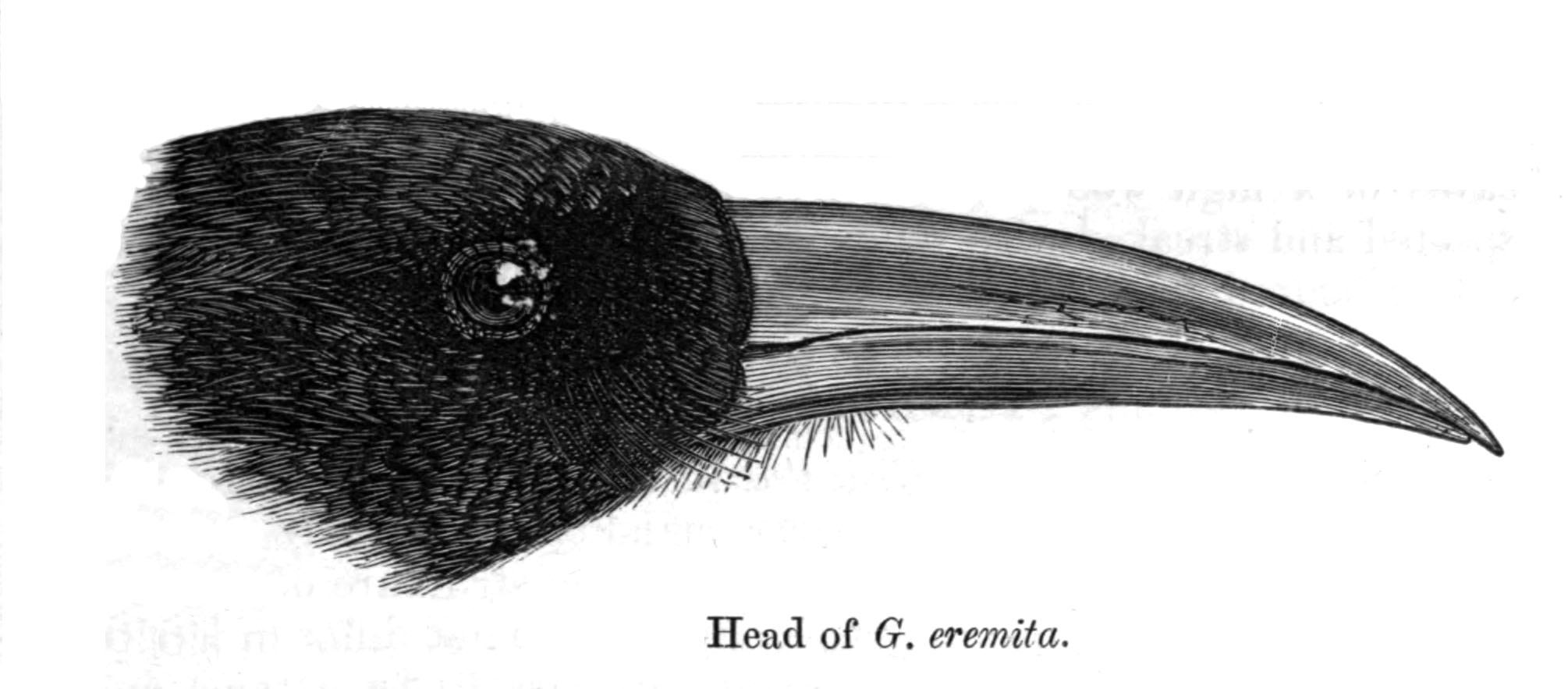
Illustrazione di testa.

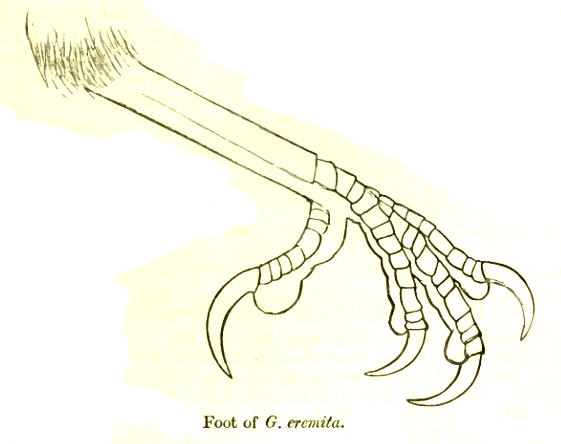
Illustrazione di zampa.

Al genere vengono ascritti uccelli di dimensioni medio-piccole (34–41 cm), nei quali le femmine sono di regola più minute rispetto ai maschi: i gracchi ricordano una sorta di incrocio fra un merlo o uno storno e un corvo, con aspetto massiccio e robusto, testa arrotondata con becco sottile e ricurvo verso il basso, lunghe ali digitate, forti zampe con unghie ricurve e tarso non ricoperto da scaglie (caratteristica questa unica fra i corvidi) e coda corta e squadrata.
Il piumaggio si presenta uniformemente nero su tutto il corpo: il becco e le zampe sono invece di colore giallo nel gracchio alpino e rosso nel gracchio corallino.

## Biologia
I gracchi sono uccelli diurni che vivono in piccoli stormi, passando la maggior parte della giornata in movimento alla ricerca di cibo, e dimostrandosi piuttosto mobili durante questa attività.
L'alimentazione avviene al suolo: durante i mesi estivi, il grosso della dieta è costituito da piccoli invertebrati e dalle loro larve, mentre durante la stagione fredda bacche, frutta e granaglie assumono un ruolo preponderante. Nelle aree in cui le due specie si trovano a vivere in simpatria, la competizione interspecifica viene limitata dalla dieta maggiormente vegetariana del gracchio alpino rispetto al gracchio corallino, che inoltre mostra una certa predilezione per le formiche.
Si tratta di uccelli monogami, che nidificano in tarda primavera: le coppie rimangono insieme per la vita e nidificano sempre nello stesso sito, collaborando nelle varie fasi della riproduzione.

## Distribuzione e habitat

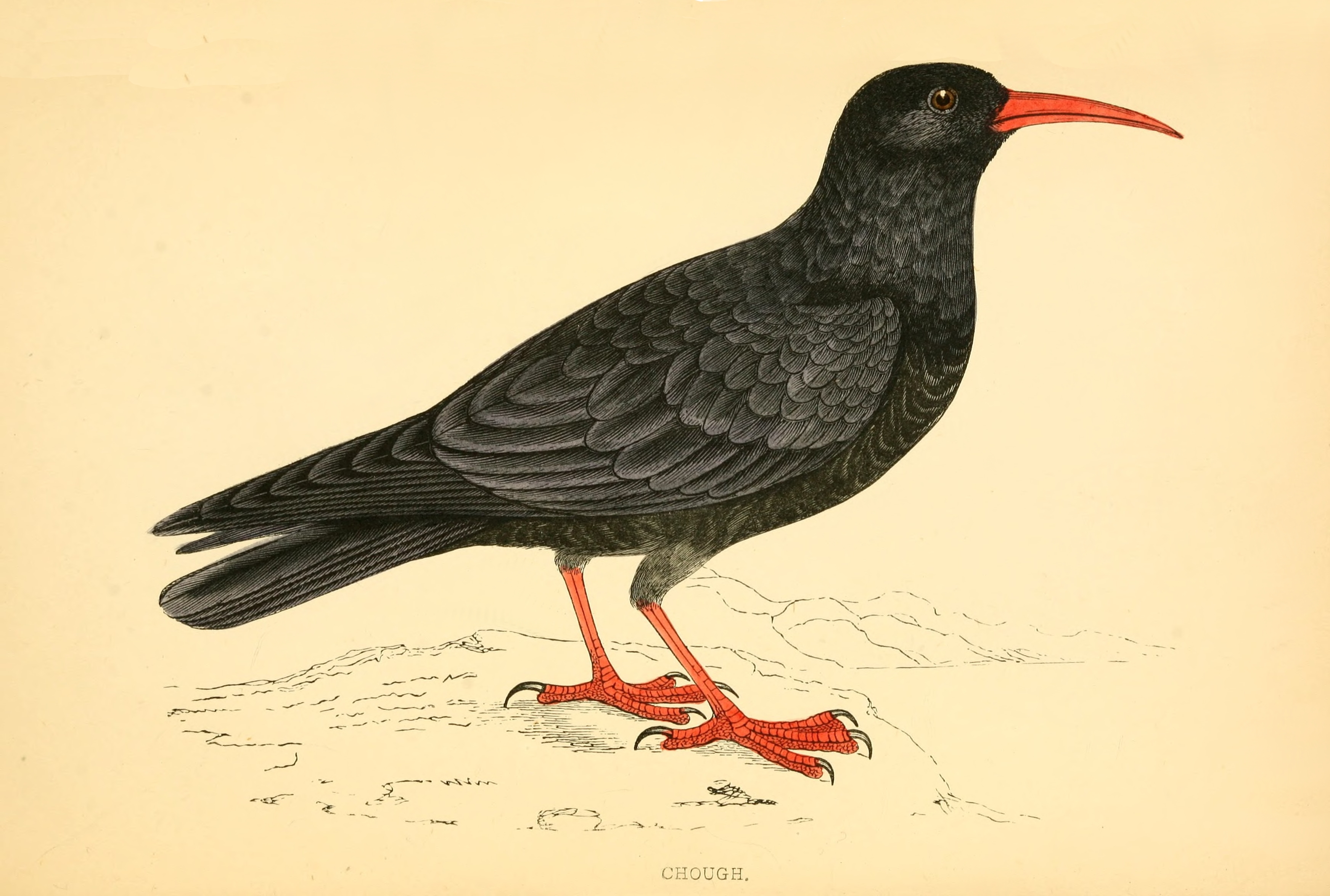
Illustrazione di P. pyrrhocorax.

Il genere ha distribuzione paleartica, con le due specie che popolano le aree montuose di gran parte di Europa meridionale, Nordafrica, Medio Oriente e Asia centrale, fino all'altopiano del Tibet: il gracchio corallino si spinge ino in Manciuria, nelle isole britanniche e sull'Acrocoro etiopico, mentre il gracchio alpino vive anche in Corsica e a Creta.
Ambedue le specie di gracchi popolano l'ambiente montano, nidificando fino a oltre 8000 m di quota (più in altro di qualsiasi altra specie di uccello): il gracchio corallino vive anche nelle falesie rocciose a picco sul mare, mentre il gracchio alpino è meglio adattato alla vita in alta montagna e mediamente vive più in quota rispetto al "cugino".

## Tassonomia

In alto P. pyrrhocorax
In basso P. graculus.

Linneo, nella prima stesura del suo Systema Naturae nel 1758, classifica il gracchio corallino nel genere Upupa come U. pyrrhocorax, assieme a varie specie di ibis e upupe, accomunate dalla sola presenza di un becco lungo e ricurvo e dalla lingua priva di setole: in un'edizione successiva, risalente al 1766, Linneo classifica invece il gracchio alpino nel genere Corvus come C. alpinus, dal quale verrà spostato nel 1771 in un proprio genere, assieme al "cugino".
Al genere vengono ascritte due specie:
- Genere Pyrrhocorax
  - Pyrrhocorax pyrrhocorax (Linnaeus, 1758) - gracchio corallino
  - Pyrrhocorax graculus (Linnaeus, 1766) - gracchio alpino

Nell'ambito della famiglia dei corvidi, il genere Pyrrhocorax rimane piuttosto basale rispetto a tutti gli altri, andando a formare un proprio clade monotipico (secondo alcuni fratello rispetto a Temnurus), assimilabile al rango di sottofamiglia.

Il gracchio australiano, nonostante il nome, non condivide particolari legami di affinità genetica coi gracchi propriamente detti, e la somiglianza fra i due taxa è dovuta a un fenomeno di evoluzione convergente.